# 絲屋寿雄
絲屋 寿雄（いとや としお、1908年10月18日 - 1997年5月21日）は、日本の映画プロデューサー、思想史家である。近代映画協会初代社長。

## 人物・来歴
1908年（明治41年）10月18日、京都府京都市に生まれる。早稲田大学政経学部に学ぶが、左翼運動に関与し、1930年（昭和5年）に中退。大阪の産業労働調査所に勤務するも、1933年（昭和8年）、治安維持法違反で検挙され執行猶予となる。
1936年（昭和11年）衣笠貞之助主宰の新日本映画研究所を経て、1938年（昭和13年）、松竹京都撮影所に入社した。1943年（昭和18年）、辻吉郎・マキノ真三監督の『海賊旗吹っ飛ぶ』に同社の先輩プロデューサーの小倉浩一郎とともに原案を提供する。また、歴史を勉強し、映画製作に携わる傍ら時代考証でも活躍した。
映画プロデューサーとして活動し始めるのは、第二次世界大戦後である。
1950年（昭和25年）新藤兼人、吉村公三郎らと近代映画協会を設立、社長に就任した。のち、同協会相談役。独立映画運動に関わり日本独立映画製作者協会事務局長などを務めた。ほかにも社会主義運動史の研究を行い多くの著作を著した。
1997年5月21日午後4時35分に心筋梗塞のため死去。満88歳没。

## フィルモグラフィ

### 松竹京都撮影所
- 『海賊旗吹っ飛ぶ』 : 監督辻吉郎・マキノ真三、1943年 - 原案
- 『歌麿をめぐる五人の女』 Utamaro and His Five Women : 監督溝口健二、1946年
- 『モデルと若様』 : 監督高木孝一、1947年
- 『女優須磨子の恋』 : 監督溝口健二、1947年
- 『夜の女たち』 : 監督溝口健二、1948年
- 『わが恋は燃えぬ』 : 監督溝口健二、1949年
- 『森の石松』 : 監督吉村公三郎、1949年
- 『母呼ぶ鳥』 : 監督高木孝一、1949年
- 『今宵別れて』 : 監督高木孝一、1949年
- 『らくだの馬さん』 : 監督大曾根辰夫、共同製作エノケンプロダクション、1950年

### 独立後
- 『戦火の果て』 : 監督吉村公三郎、近代映画協会 / 大映、1950年
- 『愛すればこそ 第一話 花売り娘』 : 監督吉村公三郎、独立映画、1955年
- 『愛すればこそ 第二話 とびこんだ花嫁』 : 監督今井正、独立映画、1955年
- 『愛すればこそ 第三話 愛すればこそ』 : 監督山本薩夫、独立映画、1955年
- 『狼』 : 監督新藤兼人、近代映画協会・独立映画、1955年
- 『歌舞伎十八番「鳴神」 美女と怪龍』 : 監督吉村公三郎、東映京都撮影所、1955年
- 『嫁ぐ日』 : 監督吉村公三郎、近代映画協会 / 松竹、1956年
- 『銀心中』 : 監督新藤兼人、日活、1956年
- 『流離の岸』 : 監督新藤兼人、日活、1956年
- 『女優』 : 監督新藤兼人、近代映画協会 / 新東宝、1956年
- 『海の野郎ども』 Umi no yarodomo : 監督新藤兼人、日活、1957年
- 『うなぎとり』 : 監督木村荘十二、歌舞伎座・近代映画協会 / 松竹、1957年
- 『第五福竜丸』 : 監督新藤兼人、近代映画協会・新世紀映画 / 大映、1959年
- 『松川事件』 : 監督山本薩夫、松川事件劇映画製作委員会、1961年
- 『人間』 : 監督新藤兼人、近代映画協会 / ATG、1962年
- 『鬼婆』 : 監督新藤兼人、近代映画協会・東京映画 / 東宝、1964年
- 『悪党』 : 監督新藤兼人、東京映画・近代映画協会 / 東宝、1965年
- 『堕落する女』 : 監督吉村公三郎、近代映画協会 / 松竹、1967年
- 『眠れる美女』 : 監督吉村公三郎、近代映画協会 / 松竹、1968年
- 『かげろう』 : 監督新藤兼人、近代映画協会 / 松竹、1969年
- 『裸の十九才』 : 監督新藤兼人、近代映画協会 / 東宝、1970年
- 『甘い秘密』 : 監督吉村公三郎、近代映画協会 / 松竹、1971年
- 『ある映画監督の生涯 溝口健二の記録』 Kenji Mizoguchi: The Life of a Film Director : 監督新藤兼人、近代映画協会 / ATG、1975年 - 出演

## 著書
- 幸徳秋水伝 三一書房 1950
- 流行歌 1957 (三一新書)
- 大逆事件 1960 (三一新書)
- 幸徳秋水研究 青木書店 1967
- 日本の反戦運動 戦前編 労働旬報社 1967 (労旬新書)
- メーデーの話 労働旬報社 1969 (労旬新書)
- 労働歌・革命歌物語 1970 (青木新書)
- 管野すが 平民社の婦人革命家像 1970 (岩波新書)
- 大村益次郎 幕末維新の兵制改革 1971 (中公新書)
- 大石誠之助 大逆事件の犠牲者 濤書房 1971
- 日本社会主義の黎明 1972 (新日本新書)
- 奥宮健之 自由民権から社会主義へ 1972 (紀伊国屋新書)
- 幸徳秋水 清水書院 1973 (Century books)
- 史伝板垣退助 清水書院 1974
- 女性解放の先駆者たち 中島俊子と福田英子 清水書院 1975 (Century books)
- 坂本竜馬 汐文社 1975 (民主主義の思想家シリーズ)
- 講座近代日本女性のあゆみ 1 明治維新と女性の夜明け 汐文社 1976
- 日本社会主義運動思想史 1-3 法政大学出版局 1979-1982 (叢書・現代の社会科学)
- 自由民権の先駆者 奥宮健之の数奇な生涯 大月書店 1981.10

## 共著
- 日本の学生運動 稲岡進共著 1961 (青木新書)
- 日本の騒乱百年 稲岡進共著 現代評論社 1969
- 戦後史と女性の解放 江刺昭子共著 合同出版 1977.9 (歴史と女性シリーズ)